# فرودگاه بین‌المللی پورتلند
فرودگاه بین‌المللی پورتلند (به انگلیسی: Portland International Airport) یک فرودگاه همگانی مسافربری (۲۰۱۱) با کد یاتا PDX است که یک باند فرود آسفالت دارد و طول باند آن ۱۸۲۹ متر است. این فرودگاه در شهر پورتلند، اورگن کشور ایالات متحده آمریکا قرار دارد و در ارتفاع ۹ متری از سطح دریا واقع شده است.

## نگارخانه

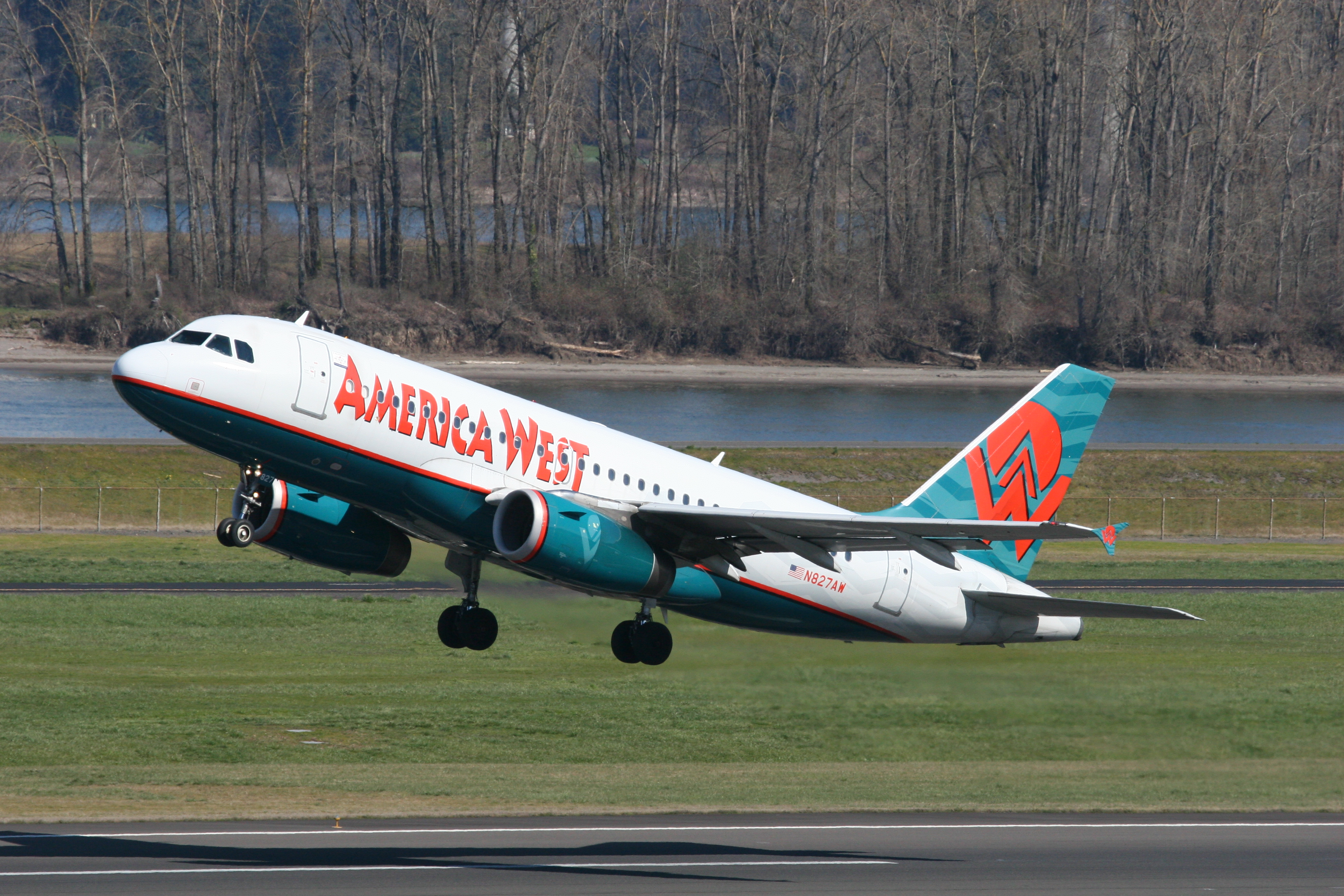
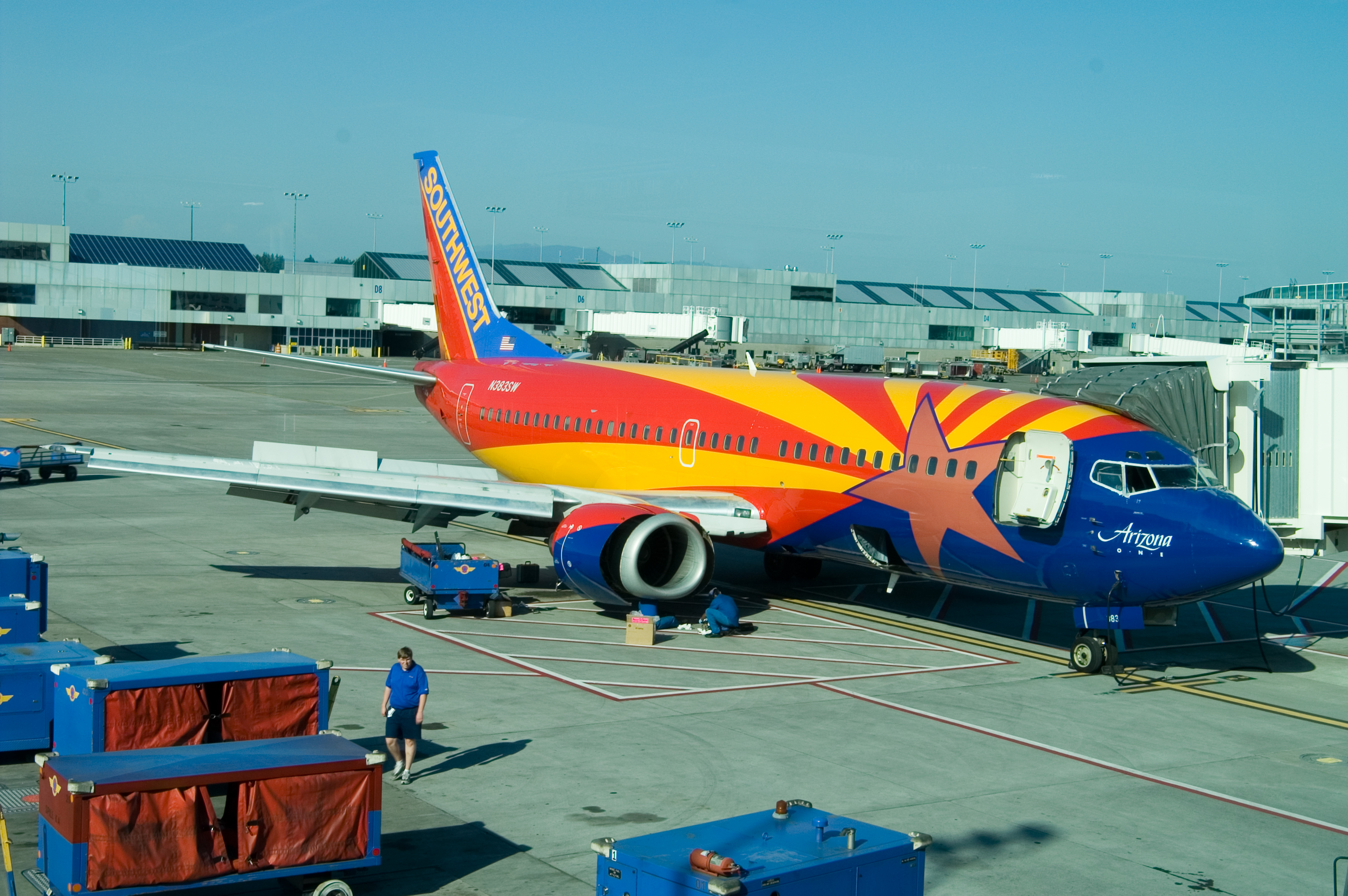
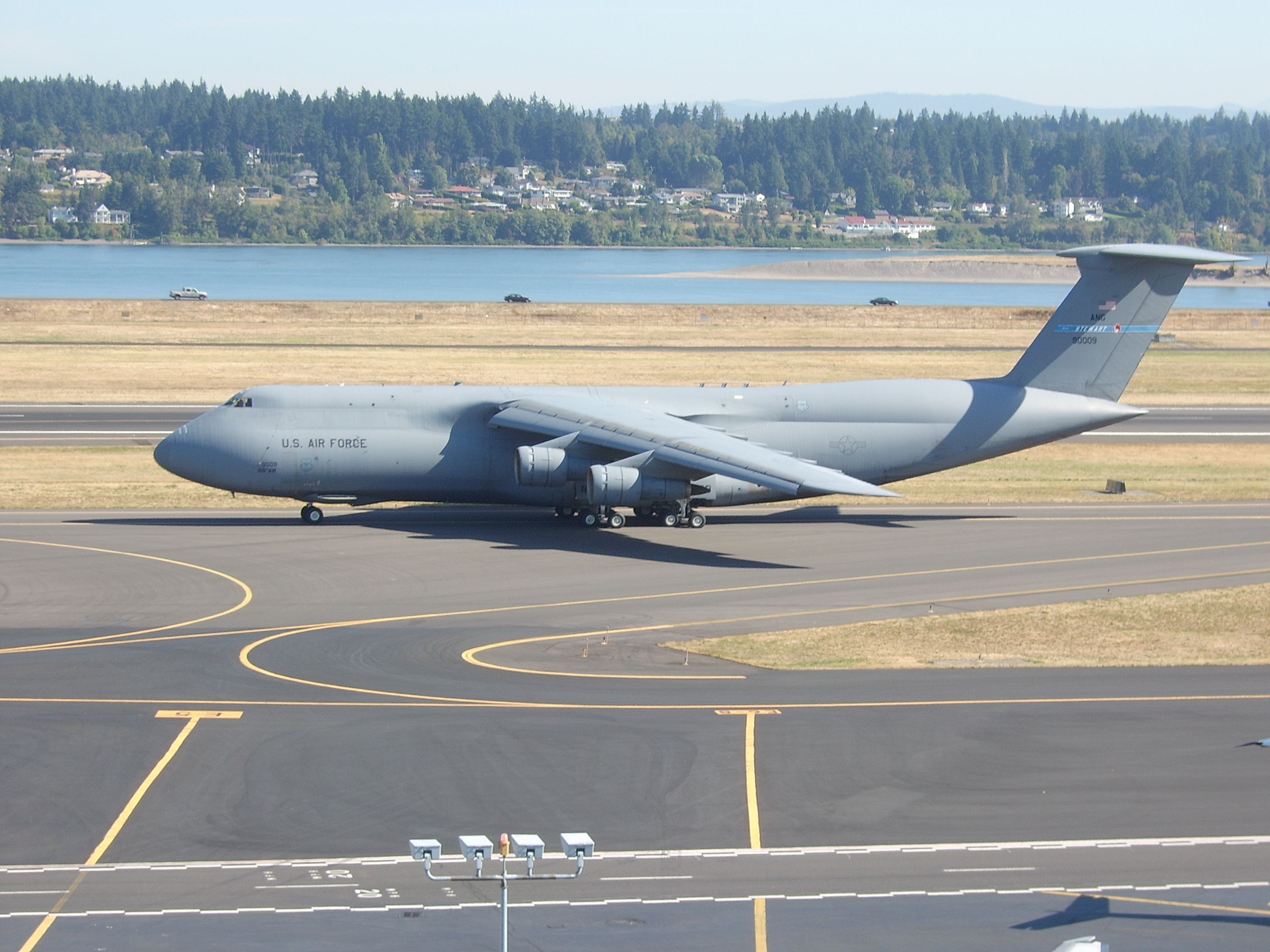
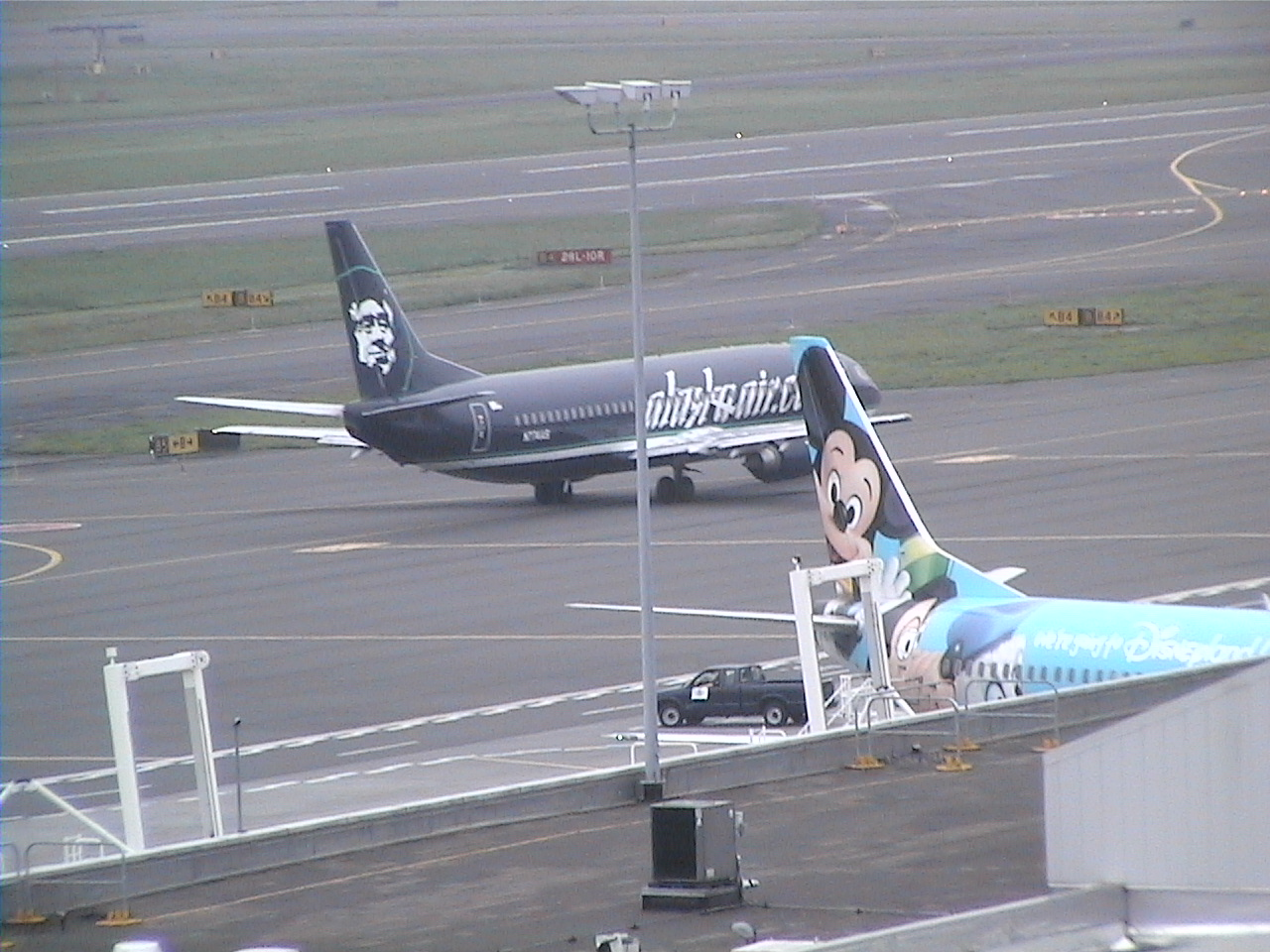

## شرکت‌های هواپیمایی و مقصدهای پروازی

### مسافری
| شرکت‌های هواپیمایی                    | مقصدهای پروازی |
| ------------------------------------ | --- |
| آئرومکزیکو                           | مکزیکو سیتی (آغاز از ۱ دسامبر ۲۰۱۷) |
| ایر کانادا                           | فصلی: پیرسون تورنتو |
| Air Canada Express                   | کالگری، ونکوور |
| آلاسکا ایرلاینز                      | تد استیونز انکوریج، آستین (آغاز از ۲۷ اوت ۲۰۱۷), لوگان، اوهر شیکاگو، دالاس-فورت ورث، متروپولیتن شهرستان وین دیترویت (آغاز از ۳۰ اوت ۲۰۱۷), بین الملی هونولولو، کاهولوی، مک‌کاران، لس‌آنجلس، لیبرتی نیوآرک، جان اف کندی (آغاز از ۶ نوامبر ۲۰۱۷), جان وین، اورلاندو، پام اسپرینگز، فینکس اسکای هاربر، سالت‌لیک‌سیتی، سن دیه‌گو، سانفرانسیسکو، سان خوزه، سیاتل-تاکوما، ملی رونالد ریگان واشینگتن فصلی: هارتسفیلد-جکسون آتلانتا، ثرگود مارشال بالتیمور واشینگتن، کونا، لیهوئه، فیلادلفیا، ال آی سی. گوستاو دیاز اورداز، لوس کابوس                        |
| آلاسکا ایرلاینز اجرا توسط هوریزن ایر | آلبوکرکی (آغاز از ۱۸ اوت ۲۰۱۷), بلینگهم، بیلینگز لوگان، بویزی، دالاس-فورت ورث، اوژن، کانزاس‌سیتی (آغاز از ۲۷ اوت ۲۰۱۷), رگو ولی-مدفورت، میسولا، اوکلند، صحرایی اپلی (آغاز از ۱۵ فوریه ۲۰۱۸), رابرت فیلد، رنو تاهوئه، سکرامنتو، سان خوزه (آغاز از ۵ نوامبر ۲۰۱۷), شهرستان سانتا باربارا (آغاز از ۵ نوامبر ۲۰۱۷), چارلز م. شولتس شهرستان سنوما، سیاتل-تاکوما، اسپوکن، لامبرت-ست لوی، تری-سیتیز، توسان (آغاز از ۵ نوامبر ۲۰۱۷), ونکوور فصلی: بوزمن یلوواستون، باب هوپ (آغاز از ۲۷ اوت ۲۰۱۷), فرسنو یوسیمیتی، گلیشر پارک، سالت‌لیک‌سیتی، فریدمن ممریال |
| آلاسکا ایرلاینز اجرا توسط اسکای‌وست   | آستین (پایان در ۲۶ اوت ۲۰۱۷), بویزی، باب هوپ (پایان در ۲۶ اوت ۲۰۱۷), دالاس لاو (آغاز از ۲۷ اوت ۲۰۱۷)، فرسنو یوسیمیتی، کانزاس‌سیتی (پایان در ۲۶ اوت ۲۰۱۷), مینیاپولیس−سنت پل، صحرایی اپلی، انتاریو، سن دیه‌گو (پایان در ۲۷ اوت ۲۰۱۷), سالت‌لیک‌سیتی، سان خوزه، شهرستان سانتا باربارا (پایان در ۴ نوامبر ۲۰۱۷) فصلی: بوزمن یلوواستون (پایان در ۲۶ اوت ۲۰۱۷), ژنرال میچل، توسان (پایان در ۴ نوامبر ۲۰۱۷) |
| امریکن ایرلاینز                      | شارلوت داگلاس، اوهر شیکاگو، دالاس-فورت ورث، فینکس اسکای هاربر فصلی: فیلادلفیا |
| امریکن ایگل                          | لس‌آنجلس |
| بوتیک ایر                            | منطقه‌ای ایسترن اریگن |
| کوندور فلوگدینست                     | فصلی: فرانکفورت |
| دلتا ایرلاینز                        | اسخیپول آمستردام، هارتسفیلد-جکسون آتلانتا، متروپولیتن شهرستان وین دیترویت، لس‌آنجلس، مینیاپولیس−سنت پل، جان اف کندی، سالت‌لیک‌سیتی، سیاتل-تاکوما، ناریتا فصلی: بین الملی هونولولو، هیترو لندن |
| دلتا کانکشن                          | سیاتل-تاکوما فصلی: لس‌آنجلس، سالت‌لیک‌سیتی |
| فرانتیر ایرلاینز                     | دنور، فینکس اسکای هاربر فصلی: اوهر شیکاگو، کلیولند هاپکینز |
| Hawaiian Airlines                    | بین الملی هونولولو، کاهولوی (برقراری مجدد از ۱۸ ژانویه ۲۰۱۸) |
| ایسلندایر                            | فصلی: کفلاویک |
| جت‌بلو                                | لانگ بیچ، جان اف کندی فصلی: تد استیونز انکوریج، لوگان |
| ساوت‌وست ایرلاینز                     | آلبوکرکی، باب هوپ، میدوی شیکاگو، دالاس لاو، دنور، ویلیام پی. هابی، کانزاس‌سیتی، مک‌کاران، لس‌آنجلس، اوکلند، انتاریو، فینکس اسکای هاربر، سکرامنتو، سن دیه‌گو، سانفرانسیسکو، سان خوزه، لامبرت-ست لوی فصلی: آستین، ثرگود مارشال بالتیمور واشینگتن |
| Spirit Airlines                      | مک‌کاران، لس‌آنجلس فصلی: اوهر شیکاگو |
| Sun Country Airlines                 | مینیاپولیس−سنت پل |
| یونایتد ایرلاینز                     | اوهر شیکاگو، دنور، جرج بوش، لیبرتی نیوآرک، سانفرانسیسکو، دالس واشینگتن |
| یونایتد اکسپرس                       | سانفرانسیسکو فصلی: دنور |
| ویرجین آمریکا                        | سانفرانسیسکو |
| Volaris                              | دن میگوئل هیدالگو وای کوستیا |

### باری
| شرکت‌های هواپیمایی                         | مقصدهای پروازی |
| ----------------------------------------- | --- |
| AirNet Express                            | سنتنیال، اوکلند |
| Airpac Airlines                           | رابرت فیلد، صحرایی بویینگ |
| ایر ترنسپورت اینترنشنال                   | لس‌آنجلس، صحرایی بویینگ |
| Ameriflight                               | منطقه‌ای آستوریا، بویزی، بروکینگز، شهر برنس، شهری کروالیس، شهرستان دل نورت، اوژن، گرنتس پس، شهرستان هرمیستون، گلیشر پارک، کلمته فالز، شهرستان لا گراند/اونین، رگو ولی-مدفورت، شهری نیوپورت، اورگن، محلی ساوثوست اورگان، اوکلند، منطقه‌ای ایسترن اریگن، رابرت فیلد، محلی رسبورگ، سکرامنتو، سکرامنتو اکزکیوتیو، صحرایی مک‌ناری، سالت‌لیک‌سیتی، صحرایی بویینگ، تاکوما نروز، تیلاموک، ترمینال هوایی یاکیما، ونکوور |
| کاتای پاسیفیک                             | تد استیونز انکوریج، هنگ کنگ، لس‌آنجلس |
| دی‌اچ‌ال اوییشن اجرا توسط ای‌بی‌ایکس ایر      | لس‌آنجلس، صحرایی بویینگ |
| فدکس اکسپرس                               | بویزی، شهرستان ناترونا/کسپر، فوت ورث الاینس، ایندیاناپلیس، لس‌آنجلس، ممفیس، لیبرتی نیوآرک، اوکلند، فینکس اسکای هاربر، سیاتل-تاکوما |
| فدکس اکسپرس اجرا توسط Empire Airlines     | شهری کروالیس، اوژن، کلمته فالز، رگو ولی-مدفورت، شهری نیوپورت، اورگن، محلی ساوثوست اورگان، رابرت فیلد، محلی رسبورگ، صحرایی مک‌ناری |
| مارتین‌ایر                                 | اوژن |
| یوپی‌اس ایرلاینز                           | تد استیونز انکوریج، اوهر شیکاگو، شیکاگو راکفرد، دالاس-فورت ورث، دی موین، آیووا، فرسنو یوسیمیتی، کانزاس‌سیتی، صخره کوچک ملی، لوئیویل، اوکلند، انتاریو، فیلادلفیا، رنو تاهوئه، سکرامنتو، ساکرامنتو، سالت‌لیک‌سیتی، صحرایی بویینگ، اسپوکن، لامبرت-ست لوی، ویچیتا مید-کانتیننت |
| یوپی‌اس ایرلاینز اجرا توسط Sky Lease Cargo | اوهر شیکاگو، لوئیویل |
| Western Air Express                       | بویزی، سالت‌لیک‌سیتی، صحرایی بویینگ، اسپوکن |